# فلات کارست

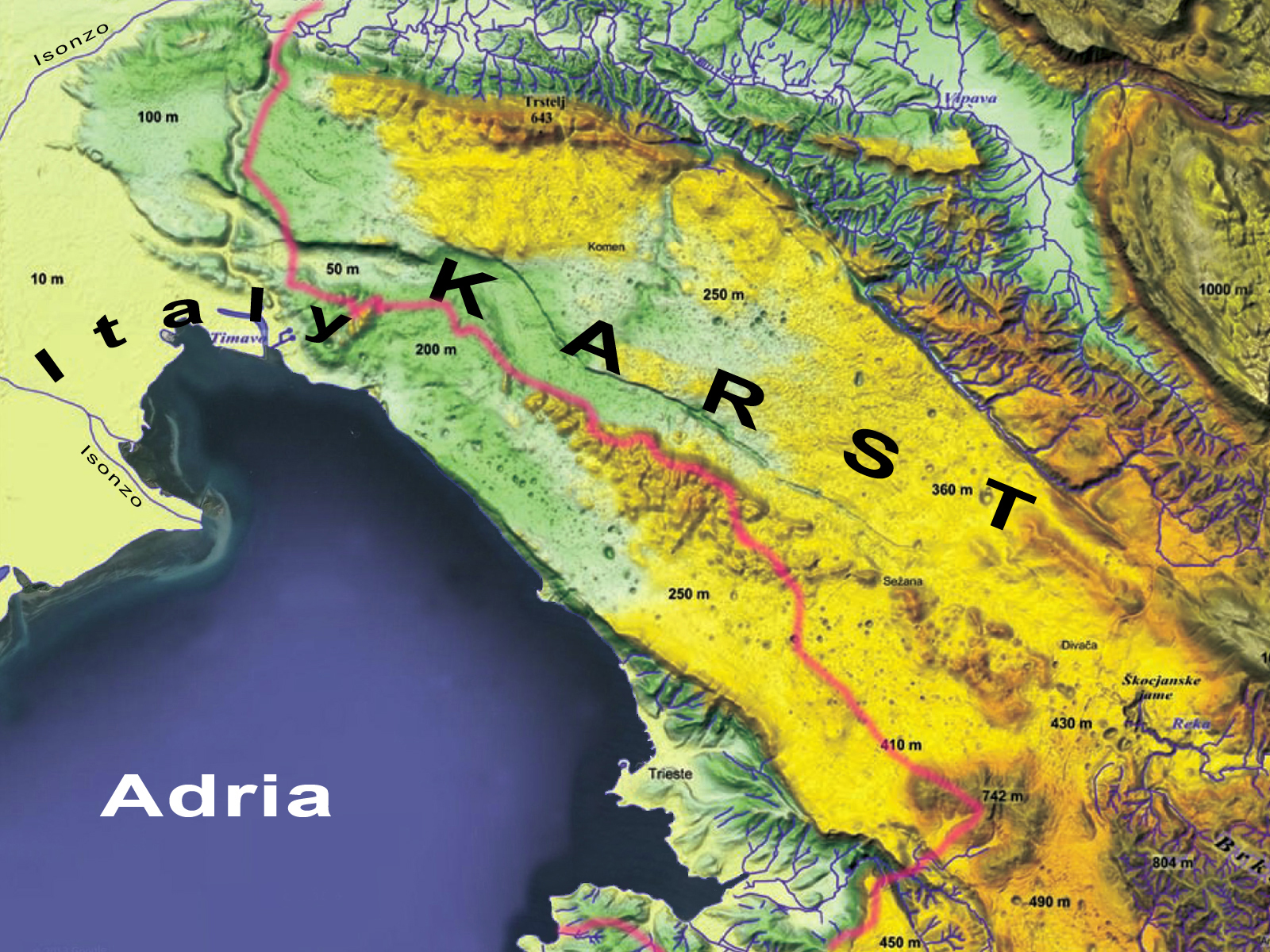
گستره تقریبی منطقه کارست

فلات کارست (انگلیسی: Karst Plateau) یا منطقه کارست که به‌طور خلاصه کارست نیز خوانده می‌شود، یک فلات سنگ‌آهکی است که در امتداد مرز جنوب غربی اسلوونی و شمال شرق ایتالیا گسترده شده‌است.
این منطقه میان دره ویپاوا، تپه‌های کم‌ارتفاع پیرامون دره، انتهای غربی تپه‌های برکینی، شمال ایستریا و خلیج تریست قرار دارد. لبه غربی این فلات به‌طور سنتی مرز مردم ایتالیا و اسلونی‌ها به‌شمار می‌رود. نام پدیده زمین‌شناختی کارست از این منطقه گرفته شده‌است و از همین رو به نام کارست کلاسیک نیز نامیده می‌شود.